# Bunkier Schwarzer See
Bunkier Schwarzer See, (niem. Bunker Schwarzer See) – bunkier w okolicach Falkenhagen (Mark) (tuż obok bunkra Falkenhagen), powiat Märkisch-Oderland, land Brandenburgia.
W latach 1940–1945 służył jako podziemne laboratorium z dziedziny fizyki plazmy.